# Identity Provider
Identity Provider (IdP, IDP) — в IT это сервис, который управляет идентификационной информацией для принципалов, а также предоставляет службы аутентификации другим сервисам, образующим общее приложение или работающим в распределённом режиме через сеть. 
Identity Provider обеспечивает аутентификацию пользователей как услугу. Приложения проверяющей стороны, такие как веб-приложения, передают этап аутентификации пользователя на аутсорсинг доверенному Identity Provider. Такое приложение проверяющей стороны называется федеративным, то есть оно использует федеративную идентичность.
Identity Provider — это «надежный поставщик, который позволяет вам использовать единый вход (SSO) для доступа к другим веб-сайтам». SSO повышает удобство использования за счет уменьшения усталости от пароля. Использование Identity Provider  также обеспечивает лучшую безопасность, уменьшая потенциальную поверхность атаки.